# 라스트 스탠드
라스트 스탠드(영어: The Last Stand)는 2013년 개봉한 미국의 영화이다. 한국인 감독 김지운의 할리우드 진출작이다. 또 전 배우 아널드 슈워제네거가 캘리포니아 주지사 임기이후 출연하는 컴백 작품이며, 《터미네이터 3: 기계들의 반란》(2003) 이후 10년 만의 할리우드 컴백작이다. 슈워제네거 이외에 포리스트 휘터커, 조니 녹스빌, 로드리고 산토로 등이 출연하였다.

## 출연
- 아널드 슈워제네거 - 레이 오언스
- 에두아르도 노리에가 - 가브리엘 코르테스
- 포리스트 휘터커 - 존 배니스터
- 로드리고 산토로 - 프랭크 마르티네스
- 잭 길퍼드 - 제리 베일리
- 제네시스 로드리게스 - 엘런 리처즈
- 조니 녹스빌 - 루이스 딩컴
- 제이미 알렉산더 - 세라 토런스
- 루이스 거스만 - 마이크 피게롤라

## 수상
- 2013년 제2회 마리끌레르 영화제 파이오니어상